# Wieslaw Smetek
Wiesław Smętek (* 1955 in Łobżenica, Polen) ist ein polnischer Maler und Illustrator. Seine Werke erschienen unter anderem in den Zeitungen Zeit, Weltwoche, Stern, Cicero, Handelsblatt. Er lebt seit 1990 in Deutschland.

## Leben
Der in Polen geborene Wieslaw Smetek absolvierte zunächst eine Lehre zum Grafiker am Kunstgymnasium in Bromberg bei Stanislaw Matuszczak. An der Kunstakademie in Danzig legte er 1981 sein Diplom ab.
1990 kam er über ein Künstlervisum nach Deutschland und ließ sich in der Nähe von Bremerhaven nieder, um hier eine Ausstellung vorzubereiten. Danach kehrte er jedoch nicht zurück nach Polen, sondern suchte ein neues Betätigungsfeld, um mit seiner Familie in Deutschland zu bleiben. Er bewarb sich mit seinen Illustrationen bei den Magazinen Stern und Der Spiegel und erhielt von ihnen sofort Aufträge. 1999 kam Die Zeit hinzu, für die er vor allem die Titelseiten illustrierte. Es folgten Aufträge von Cicero, Geo und Süddeutsche Zeitung.
Autor von über 1000 veröffentlichten Covers und mehr als 3000 Illustrationen. Allein für die Wochenzeitung Die Zeit fertigte Wieslaw Smetek in den Jahren 2001 bis 2014 über 250 Titelillustrationen.
Wieslaw Smetek lebt und arbeitet im Süden Hamburgs.

## Ausstellungen
- Covers and More – Illustrationen von Wieslaw Smetek, Museum für Kunst und Gewerbe Hamburg, 9. Mai bis 17. August 2014
- History in Covers - Polish-German Illustrations (1922-2022), Mathematischer Turm der Universität Wrocław, 19. Oktober bis 31. Dezember 2022

## Auszeichnungen
- Leading price XYLON 10, Schweiz, 1989
- Bronze Medal ADC, Germany, 1993
- Gold und Bronze Medal, ADC, Germany 1995
- Silver und Bronze Medal ADC, Germany 1998
- Goldene Eule, Wien, Österreich 2023
- DIALOG Preis, DPG Bundesverband 2023

## Publikationen
- Smetek für DIE ZEIT, Propaganda Verlag, 2014, ISBN 978-3-9816557-0-4
- Wiesław Smętek, Covers 1092-2023, CSNE Verlag, 2023, ISBN 978-83-66810-31-0
- Dialog Magazin Nr. 144 (2/2023), Deutsch-Polnische Gesellschaft Bundesverband, ISSN/0938-1422